# Lillix
Lillix — поп-рок-группа из Кранбрука, Британской Колумбии, Канада была сформирована под названием Tigerlily в 1997 году, в то время участники группы ещё учились в средней школе. Первыми участниками группы были Таша Рэй Эвин (вокал, гитара), Лэйси Ли Эвин (клавишные), Луиза Бэрнс (бас-гитара) и Сиера Хиллс (ударные). В 2001 году группа подписала контракт с Maverick Records и сменила своё название на Lillix. Сиера Хиллс ушла из группы в 2002 году и на её место пришла Ким Архэм, а ещё позже Алисия Уоррингтон. В 2006 году сёстры Эвин объявили что группа делает паузу в творчестве из за ухода Бэрнс и Уоррингтон, но в 2007 году в группе появились новые участники.

## Альбомы

### Falling Uphill
Lillix выпустили дебютный альбом «Falling Uphill» в США и Канаде 27 мая 2003 года и в Японии 27 августа 2003. Синглами в альбоме стали песни «It’s About Time», «Tomorrow» и «What I Like About You», последняя является кавер-версией песни «The Romantics». Эта песня вошла в саундтрек к фильму 2003 года «Чумовая пятница». Ближе к релизу альбома, Ким Архэм, заменила ушедшую барабанщицу Сиеру Хиллс. Группа была номинирована на Juno Award по двум номинациям.

### Inside the Hollow
Второй альбом «Inside the Hollow» вышел в Канаде 29 августа 2006 года и в Японии 6 сентября 2006. Единственным синглом из этого альбома стал «Sweet Temptation (Hollow)». В этом альбоме на барабанах играет уже Алисия Уоррингтон, заменившая в октябре 2005 года ушедшую Ким Архэм. Это первый альбом в котором некоторые песни были написаны Скоттом Томпсоном.

## Настоящее время
В апреле 2008 (спустя несколько дней после того, как Томпсон объявил о своем уходе из группы), группа сказала, что они двигаются в Ванкувер, и будут готовиться делать запись нового альбома.

## Дискография
| О альбомах |
| --- |
| Falling Uphill - Дата выхода: 27 мая 2003 (CAN, U.S.) 27 Август 2003 (JPN) - Лейбл: Maverick Records - Позиция в Billboard: #188 - Продажи в США: 10,000+ - Синглы: - 2003: «It’s About Time» - 2003: «What I Like About You» - 2003: «Tomorrow» |
| Inside the Hollow - Дата выхода: 29 августа 2006 (CAN) 6 Сентябрь 2006 (JPN) - Лейбл: Maverick Records - Позиция в чартах: #48 (JPN) - Продажи: 10,000+ - Синглы: - 2006: «Sweet Temptation (Hollow)»                                            |